# Žalbeni sud Sjedinjenih Američkih Država za deveti okrug
Žalbeni sud Sjedinjenih Američkih Država za deveti okrug (izv. Court of Appeals of the United States for the ninth district; kraće nazvan 9th Cir), najveći od 13 Američkih žalbenih sudova koji ima nadležnost nad devetim okrugom kojemu pripada Aljaska, Arizona, Kalifornija, Guam, Havaji, Idaho, Montana, Nevada, Sjevernomarijanski otoci, Oregon i Washington. Sjedište mu je u San Franciscu u Kaliforniji.
Svoje redovite sastanke održavaju u sudovima William Kenzo Nakamura United States Courthouse u gradu Seattle, Washington; Pioneer Courthouse Portland, Oregon; James R. Browning United States Court of Appeals Building, San Francisco, Kalifornija, i Richard H. Chambers United States Court of Appeals u Pasadena, Kalifornija, a po potrebi odlaze i u druga mjesta svoje teritorijalne jurisdikcije. 
Na dužnosti je danas 27 suca i 16 viših suca koje su postavili predsjednici Sjedinjenih država. Današnji predsjednik Obama postavio je na ova mjesta suce Mary H. Murguia (2011), Phoenix, Arizona; Morgan Christen (2012), Anchorage, Alaska; Jacqueline Nguyen (2012) Pasadena, Kalifornija;  Paul J. Watford Pasadena, Kalifornija; i Andrew D. Hurwitz Phoenix, Arizona.
Žalbeni sud za Deveti okrug 14. travnja. 2013. poništio je smrtnu presudu Njemici Debra Milke optuženoj za ubojstvo sina na temelju izjave detektiva Armanda Saldatea koji je na sudu lagao pod zakletvom. Otkako je u Americi ponovno uvedena smrtna prsuda 1979. na popisu za pogubljenje su se našle 3 žene u Arizoni. Posljednje smaknuće žene u Arizoni izvršeno je još 21. veljaće 1930. godine i to vješanjem Eve Dugan.
- Granice žalbenih i okružnih sudova SAD.-a
- Zgrada suda Richard H. Chambers u Pasadeni
- Zgrada pošte i suda James R. Browning u San Franciscu
- Dio zgradse suda William Kenzo Nakamura, Seattle
- Hodnik suda James R. Browning
- Pioneer Courthouse Portland, Oregon